# Hérésie

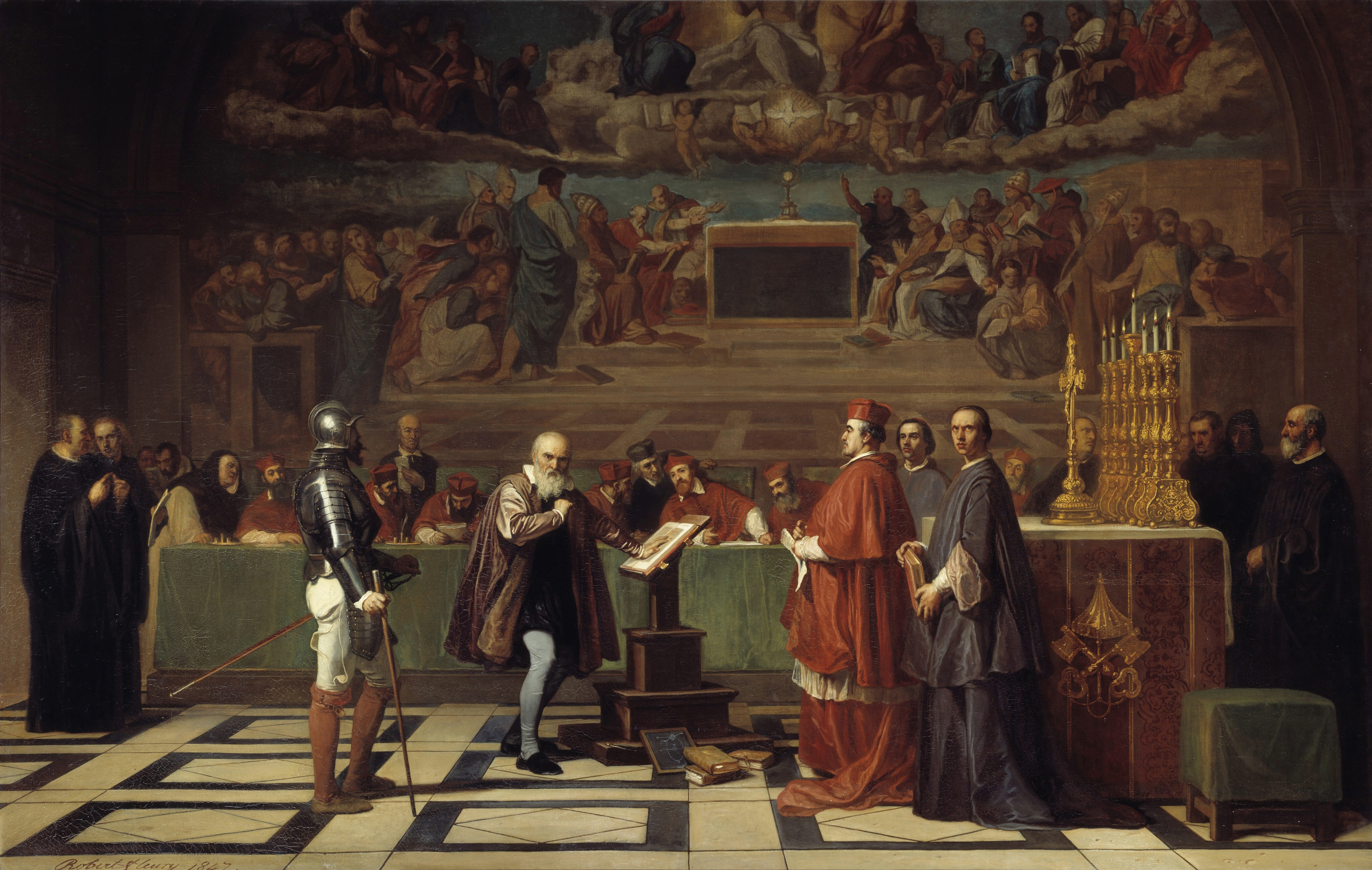
Galilée comparaît pour hérésie lors de son procès (1633). Tableau de Joseph-Nicolas Robert-Fleury, 1847.

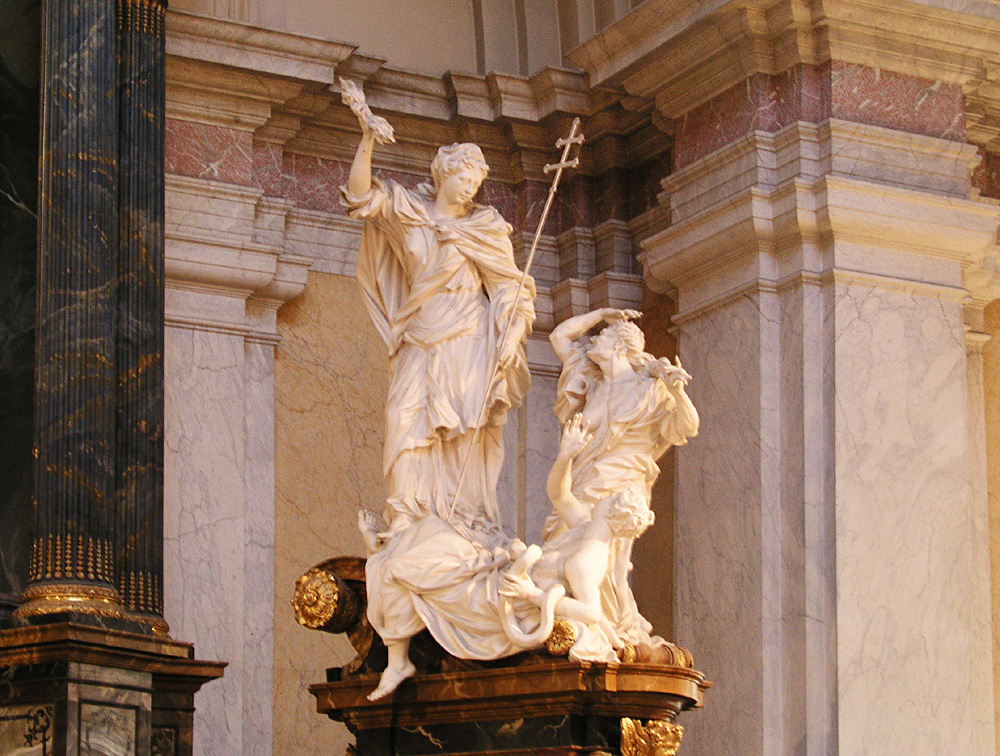
Les Écritures triomphant sur l'Hérésie, dans l'église Gustave Vasa de Stockholm.

Une hérésie est une doctrine contraire aux croyances d'une religion établie. Dans l’Antiquité, le terme haíresis (en grec ancien : αἵρεσις / haíresis, « choix ») désignait une école de pensée philosophique librement choisie. Dans l'histoire du christianisme, le concept se définit a contrario en se chargeant d'une signification péjorative : le terme « hérésie » désigne les doctrines qui remettent en cause les dogmes de l'Église catholique, de sorte que l'« hérésie », souvent synonyme d'« hétérodoxie » (de ἑτεροδοξία, hétérodoxia), s'oppose à ce qui est jugé « orthodoxe ». 
Cette connotation négative apparaît entre les IIe et VIe siècles et se fait condamnation de tous dogmes contraires aux opinions et pratiques catholiques au Moyen Âge. L'hérésiologie devient un champ d'étude et un genre littéraire. Dans le langage courant, le mot « hérésie » en vient à désigner une opinion qui heurte les usages et ce qui est admis ou tenu pour acquis dans les domaines de la pensée, de la connaissance, de la religion. Ainsi, Hilaire Belloc a pu proposer une définition qui englobe sa dimension religieuse et scientifique et s'étend à son usage séculier : « L'hérésie est la dislocation d'un système complet et autosuffisant par l'introduction d'une nouvelle négation d'une partie essentielle de celui-ci ».
L'hérésie est distincte du schisme, qui est un rejet de l'autorité ecclésiale, de l'apostasie, qui est le reniement de sa propre foi, et du blasphème, qui est une parole ou un acte insultant envers Dieu. L'hérésie se produit à l'intérieur de la foi, de manière réfléchie et persistante, se présentant soit comme une innovation soit comme un retour à une prétendue pureté originelle de la Révélation.
En dehors de l'Église catholique, la notion d'hérésie est utilisée dans les Églises orthodoxes ou protestantes, ainsi qu'en référence au judaïsme ou à l'islam.

## Définition

### Étymologie et sémantique

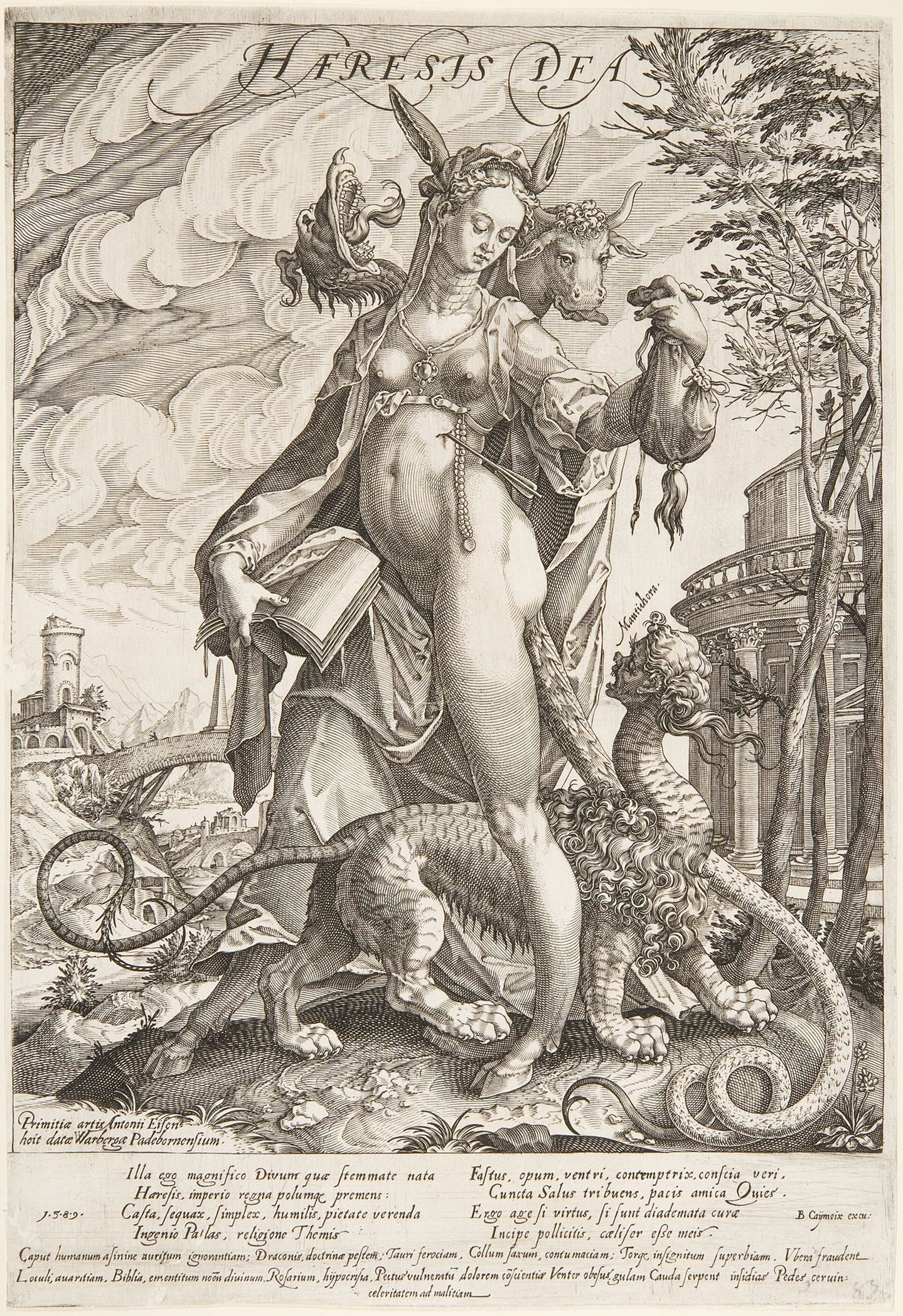
L'Hérésie représentée sous les traits d'une déesse accompagnée d'une manticore. Gravure sur cuivre d'Antonius Eisenhoit (1589).

Le mot « hérésie » est emprunté au grec αἵρεσις, haíresis, qui signifie à l’époque classique « choix », puis à l’époque de la koinè, « préférence pour une doctrine, école philosophique », « obédience philosophique » dont le pendant latin est secta ou disciplina. Ainsi, le « jardin » d’Épicure était une haíresis.
Le mot finit par désigner une « secte religieuse » ou une « dissidence » dans le christianisme primitif. Dans le monde antique, où la religion est plus rituelle que dogmatique, l’haíresis n’a pas l’aspect dramatique qu'elle devait revêtir dans le christianisme. En effet, l’Antiquité polythéiste sépare le mythe de la philosophie. Le monothéisme en revanche introduit la théologie, étude scolastique du divin qui englobe et transcende tous les domaines du savoir, soumet la philosophie et édicte des « vérités révélées » sur Dieu : les dogmes.
La théologie classique n'oublie pas le sens premier du terme mais y intègre au XIIe siècle le schisme, la désobéissance aux décrétales du pape (Henri de Suse) et Martin V l'usure.
À partir du XIIe siècle, tout en gardant son caractère de stigmatisation ecclésiale, le terme se charge de sens nouveau pour désigner une tromperie, une ruse, une duplicité parfois sans lien avec le champ religieux. Il désigne également, à la même période, un crime révoltant. Spécifiquement, il pouvait désigner une action criminelle telle que la cohabitation des sexes contraire aux lois de l'Église, ou bien la sorcellerie.

### Hérésie et dogme
Les dogmes ne revêtent pas la même importance dans toutes les religions, ce qui explique différentes attitudes par rapport à ce qui est qualifié d'hérésie. Certains auteurs estiment que la notion est trop intimement liée au contexte historique et religieux des premiers siècles du christianisme qui l'ont produites pour être transposée utilement à l'étude des dissidences et hétérodoxies des autres monothéismes. Depuis les grands conciles œcuméniques des IVe et Ve siècles, l'Église aurait "fabriqué l'hérésie" afin de mieux asseoir son autorité, imposer son image de corps unique, enseigner une voie unique de salut et réussir ainsi à façonner le pouvoir et la société.
À la différence du christianisme, judaïsme et islam ne possèdent pas d'instrument de coercition centralisé ni de magistère dogmatique unique et identifié.

## Judaïsme

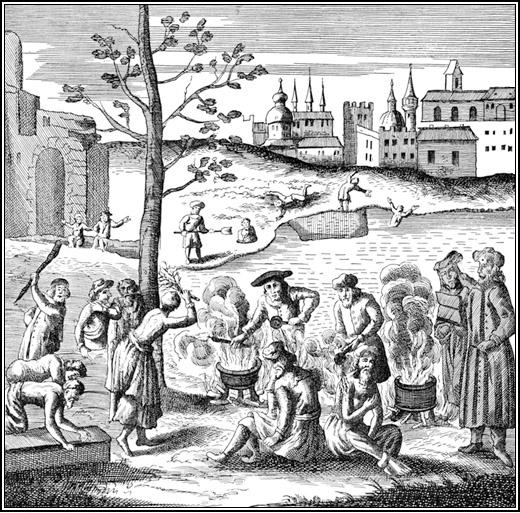
Le châtiment d'anciens sabbatéens à Salonique, Jewish Encyclopedia.

La littérature talmudique ne possède pas de notions similaires et de termes pour désigner les hétérodoxies comparables aux hérésies telles qu'elles ont été décrites dans le monde chrétien. Le judaïsme, n'ayant jamais connu d'orthodoxie au sens strict, les déviances aux normes rabbiniques ou aux treize principes de foi de Maïmonide ne sont pas équivalentes à des hérésies. Toutefois, après la destruction du Temple (70), le mouvement pharisien/tannaïte se donne peu à peu comme exclusif et majoritaire. Dans la littérature rabbinique, ses opposants sont alors désignés par divers termes techniques et notamment par celui de min et « il paraît donc possible de traduire min par hérétique, du moins pour le sens qu'il paraît avoir pris dès le Ier siècle de notre ère ». Le terme minim désigne à différentes périodes de l'ère rabbinique les divers groupes qui, tout en demeurant partie intégrante du judaïsme du point de vue de la halakha, soulèvent des questions doctrinales pour le judaïsme rabbinique. Il ressort d'un certain nombre de restrictions édictées par les tannaim à l'encontre des minimes qu'elles visent dans un premier temps les judéo-chrétiens. Ces règlements montrent comment les rabbins ont tenté de combattre des doctrines qu'ils estimaient extérieures au judaïsme sans jamais rejeter la judéité de ceux qui les faisaient siennes. Cependant, comme le remarque Adiel Schremer, dans l'Antiquité, l'identité juive est bien une question de naissance et de fidélité à l'alliance mosaïque qu'un examen des doctrines et des pratiques.

## Christianisme
Les différentes autorités chrétiennes qui ont élaboré la norme religieuse ont conceptualisé l'hérésie. Cependant elle s'impose de l'Antiquité à l'époque moderne comme un concept extrêmement versatile et ambivalent. Dans le Nouveau Testament, les formes hairesos ou hairéseis sont utilisées soit pour désigner le christianisme naissant comme « secte » ou « école juive » soit pour mettre en garde contre une dissension. Au Ier siècle, ils demeurent des proches synonymes de schisma qui indique l'idée d'une scission, du risque d'un schisme. Lors de la période patristique et surtout à la faveur du règne de Constantin, les termes haeresis et haereticus deviennent sans conteste la condamnation de doctrines erronées et de leurs partisans, permettant de stigmatiser une opinion hétérodoxe qui éloigne de la foi canonique. À la fin du IVe siècle et après les grands conciles le terme devient équivalent d'hétérodoxie. Discours d'exclusion des dissidences, la réflexion sur l'hérésie est aussi l'occasion pour l'Église de définir des lignes de conduites et d'affirmer son unité.
À partir du XIe siècle, l'extension progressive du domaine de l'hérésie à de nombreuses formes d'activités répréhensibles comme l'usure, la sorcellerie ou la rébellion politique a fini par lui conférer le statut de crime globalisant.
Cependant, comme l'a montré Walter Bauer, les premières manifestations du christianisme correspondent à ce qui est qualifié d'hérétique à partir du deuxième siècle. Historiquement, l'hérésie est donc antérieure à l'orthodoxie.
Le christianisme s'illustre en de multiples théologies et pratiques hétérodoxes, que ce soit dans le domaine christologique (docétisme, arianisme, nestorianisme, monophysisme), cosmologique (gnose, macédonianisme, manichéisme, et plus tard bogomilisme, catharisme), ecclésial (marcionisme, montanisme, donatisme) ou disciplinaire (quiétisme).
Herbert Grundmann, parmi d'autres, distingue les hérésies populaires, qui ont parfois donné naissance à une Église dissidente (cathares), et les hérésies savantes, fondées sur les recherches théologiques, philosophiques ou scientifiques plus isolées (Pierre Abélard), non sans que des ponts puissent exister entre elles (Jan Hus).

### Premier millénaire

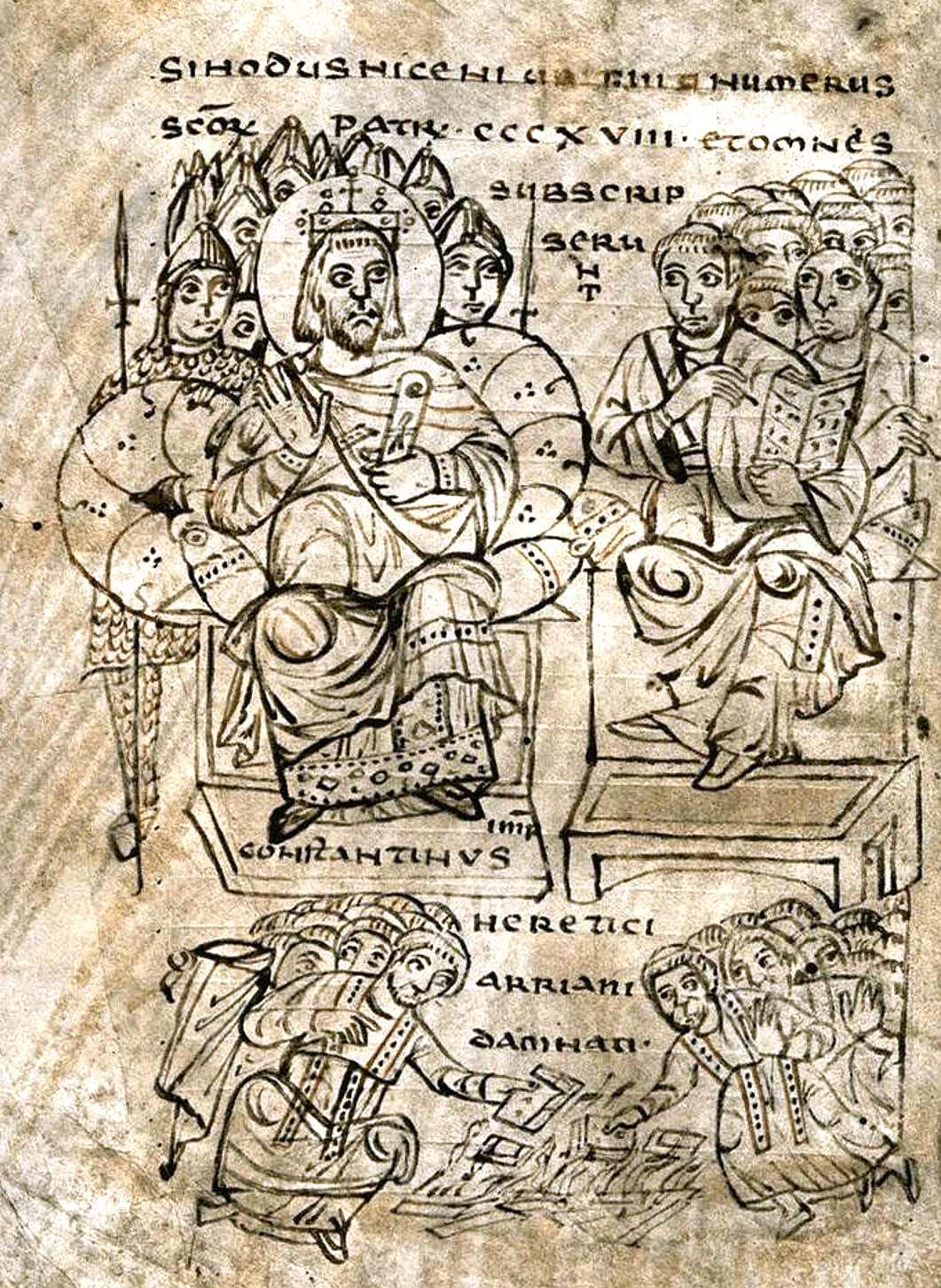
L'empereur Constantin Ier brûlant les livres ariens, manuscrit (v. 825), Bibliothèque capitulaire de Vercelli. Le texte indique : Sinodus Niceni u[bi?] [f?]ui[t?] numerus / s[an]c[t]o[rum] patr[um]. CCCXVIII. et omnes / subscrip/seru/n/t. Constantinus imp(erator). Heretici / Arriani / damnati.

Le terme « hérésie » a pris une valeur péjorative et s'affirme avec force dans les controverses théologiques où s'illustrent Justin de Naplouse et Irénée de Lyon qui ont écrit « contre les hérésies » dès le IIe siècle. Ces apologistes, comme Méliton de Sardesou Justin développent l'idée d'un appel au pouvoir pour défendre la vraie foi contre l'hérésie. Ils sont suivis au IIIe siècle par Hippolyte de Rome, sans lequel certaines hérésies seraient restées inconnues, mais dont l'ouvrage est ambigu, car celle qu'il réfute le plus violemment est celle de Calixte Ier, représentant de ce que l'on devait appeler plus tard la Grande Église. Au IVe siècle, les empereurs romains prennent des mesures contre les hétérodoxes ou hérétiques, afin de limiter les querelles entre chrétiens. « L'intervention du pouvoir politique dans la mise en place de l'Église permet le triomphe de ce qui n'était encore qu'une tendance au sein du christianisme. De cette intervention, naissent les hérésies. Auparavant, ce ne sont que sectes disputant sur un pied d'égalité, le poids de la structure épiscopale étant d'autant moins déterminant qu'elle est divisée. Désormais, le gouvernement, selon les circonstances, choisit parmi les points de vue opposés ou impose son opinion ».
Avec l'institutionnalisation de l'Église autour de l'empereur, pour répondre aux hérésies qui menacent la nouvelle autorité ecclésiastique, la pratique juive des assemblées est reprise par l'Église primitive, qui la transforme en conciles œcuméniques, c'est-à-dire en réunions de l’ensemble des évêques qui permettent de débattre des questions controversées. Le premier concile de Nicée sous l'égide de l'empereur romain Constantin le Grand et sur les recommandations d'un synode dirigé par l'évêque Ossius de Cordoue à la Pâques de 325 réunit les évêques de toutes les provinces à Nicée. Ce synode est chargé d'enquêter sur les troubles provoqués par la controverse arienne. Il produit une profession de foi, le symbole de Nicée, qui veut clarifier la nature du Christ et désavoue la gnose et voue l'arianisme à l'anathème. Pour la plupart des évêques, les enseignements d'Arius étaient hérétiques et dangereux pour le salut des âmes. Selon Warren Carroll, « l'Église fait son premier grand pas pour définir plus précisément la doctrine révélée en réponse à un défi lancé par une théologie hérétique ».
Ce symbole est complété en 381, lors du premier concile de Constantinople convoqué par Théodose Ier, empereur de l'Empire romain d'Orient, par une précision sur la nature du Saint-Esprit qui rejette le pneumatomachisme. Un décret exige de tous les sujets de Constantinople qu'ils souscrivent à la croyance en la Trinité du Père, du Fils et du Saint-Esprit. Cet édit définit l'orthodoxie chrétienne et met fin à un grand et vif débat sur la nature de Dieu ; toutes les autres conceptions sont désormais déclarées hérétiques (« haeretici dogmatis »). Si ces conciles ont un rôle de normalisation de la foi chrétienne, ils changent aussi le visage de la chrétienté en légitimant la centralisation du pouvoir ecclésiastique organisé par le pouvoir impérial. Quiconque professe une théologie hérétique pèche contre l’unité de l’Église et devient passible d’anathème ou d'excommunication. Dans la pratique, la lutte contre les hérésies revêt plusieurs formes, rarement violentes, du moins au début. Les plus communes sont la catéchèse, la prédication notamment au cours des messes, et souvent l'argumentation et la « disputation ».
L'hérésiologie trouve sa synthèse au début du Ve siècle chez Épiphane de Salamine et son généalogique Panarion, « remèdes contre le poison de l’hérésie » et chez Théodoret de Cyr, plus dogmatique, et son Histoire des hérésies (Haereticarum fabularum compendium).
Sous la dynastie théodosienne, l'hérésie est combattue au nom d'une orthodoxie impériale qui revendique l'autorité et veut maintenir le consensus religieux. Elle se définit et est condamnée dans un corpus juridique et théorique qui l'affilie au crime (scelus) et au sacrilège (sacrilegium). C'est sur cette tradition que s'appuie le pouvoir carolingien pour condamner et réprimer les dissidences religieuses qui sont pour les pouvoirs publics autant de crime de lèse-majesté.
Avec le pélagianisme, théorisé par Julien d'Éclane et dénoncé dès le début du Ve siècle par Augustin d'Hippone, l'Occident connaît sa première doctrine jugée comme hérétique par les grands conciles œcuméniques, doctrine qui devait connaître une grande fortune tout au long du Moyen Âge. Cependant, au Haut Moyen Âge, exception faite du mouvement adoptianiste de la péninsule ibérique contrôlée par les Omeyyades et d'un Élipand de Tolède, de l'hérésie félicienne de Félix d'Urgell et du saxon Gottschalk d'Orbais, partisan d'une prédestination totale, les hérétiques identifiés et reconnus comme tels sont très rares dans les sources.

### De l'an mil auXIIIesiècle
En Occident, les XIe et XIIe siècles sont une période de vigilance accrue à l'égard de l'hérésie, marquée par des combats plus violents, plus centralisés et par prolifération de traités antihérétiques. Dans « une société persécutrice », selon la formule de l'historien Robert Moore, l'erreur doctrinale est de plus en plus criminalisée et taxée d'hérésie.
La réforme grégorienne, en mettant l'accent sur la supériorité du spirituel par rapport au temporel, suscite dans de nombreuses régions un anticléricalisme virulent qui favorise la recrudescence des hérésies, les laïcs étant notamment sensibles aux discours dénonçant l'enrichissement du clergé à leur détriment, l'indignité morale des clercs ou l'insuffisance de leur zèle pastoral. Ainsi, les adversaires désignés comme hérétiques étaient le plus souvent animés par le désir de réformer en profondeur l'institution ecclésiastique, de la ramener à ses valeurs premières, au premier rang desquelles la pauvreté, en vue du salut. C'est ainsi le cas des mouvements vaudois ou dolcinien. Après le XIVe siècle, les mouvements religieux prônant la pauvreté volontaire devaient systématiquement être condamnés pour hérésie, étant perçus comme une menace à l'ordre social.
Au XIe siècle, les dissidences religieuses sont empreintes d'un refus de la matérialité (procréation, Incarnation, nourriture carnée), de l'inégalité matérielle et de pratique considérées comme idolâtres. Elles témoignent d'une même anxiété et d'une quête de pureté matérielle et ecclésiale face aux troubles du temps, aux transformations de la société médiévale et à l'affirmation, parfois brutale, de la féodalité.

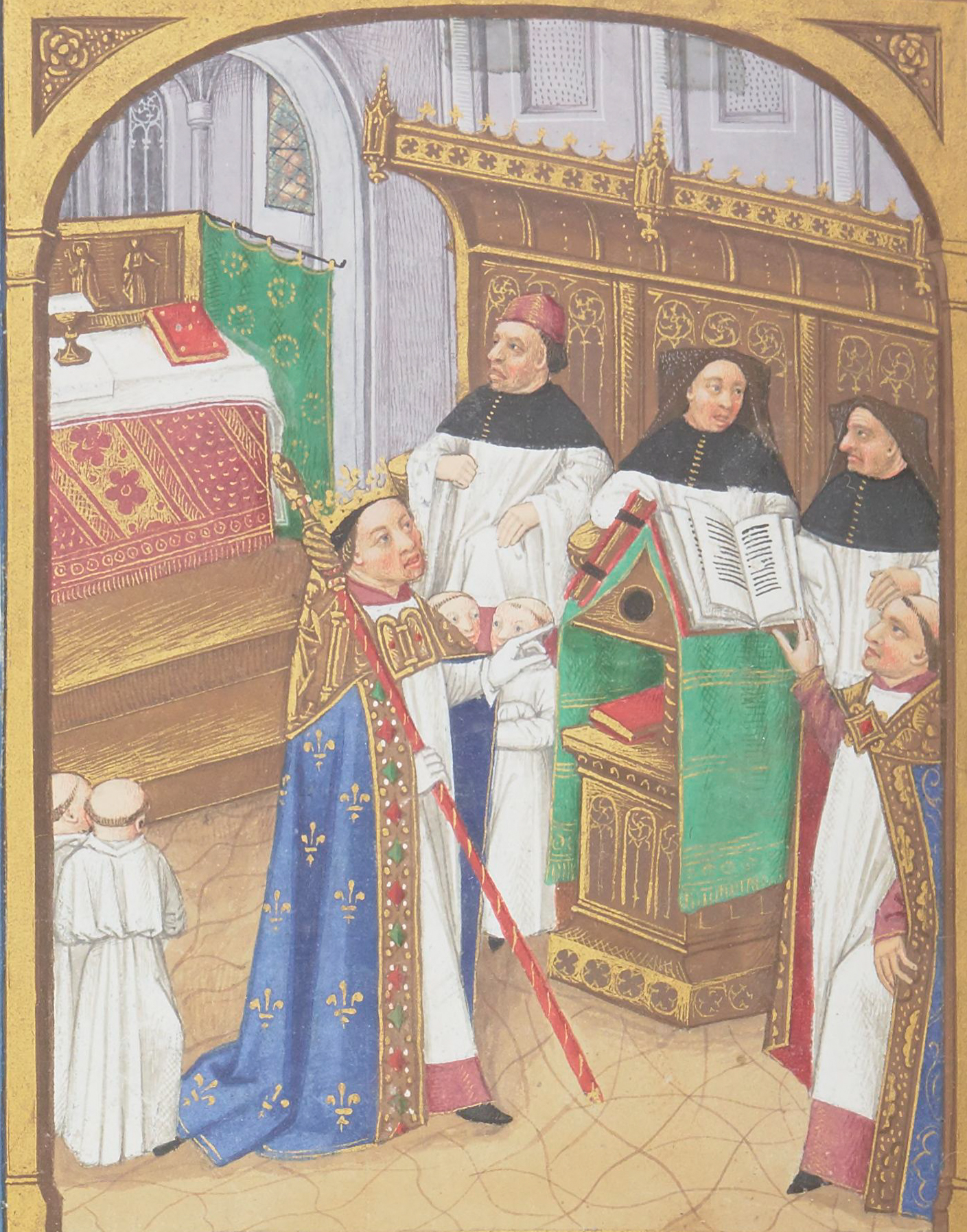
Robert le Pieux à l’office dans la cathédrale d’Orléans. Robinet Testard, Grandes Chroniques de France, v. 1471.

Au-delà, les hérétiques sont ceux qui prétendent pouvoir parvenir à la connaissance de la vérité religieuse de leur propre chef sans une soumission fidèle aux enseignements de l'Écriture ou de l'autorité ecclésiale. Cependant l'Église les qualifie d'hérétiques, en référence à la littérature hérésiologique des premiers siècles, qui visait des systèmes d'un tout autre ordre. Ainsi l'hérésie d'Orléans en 1022 implique l'élite cléricale orléanaise. Ils sont brûlés comme hérétiques sur ordre de Robert le Pieux, ce qui en fait le premier bûcher de la chrétienté médiévale. Tant par la sévérité du châtiment que par la qualité intellectuelle des accusés, l'affaire d'Orléans, procès d'une « hérésie savante », est un cas singulier au sein du « printemps des hérésies » que semble constituer le XIe siècle.
Du milieu du XIe siècle jusqu'à la deuxième décennie du XIIe siècle, période marquée par un grand nombre de réformes d'inspiration apostolique, on ne compte que peu de manifestations proprement hérétiques en Occident, ce qui a conduit à penser à un véritable « vide » hérétique. C'est à la faveur de ces réformes multiples que naît le mouvement de la Pataria au sein du clergé milanais avant de s'étendre au petit peuple urbain italien puis français et néerlandais. Ce mouvement diffus qui refuse les sacrements délivrés par des clercs corrompus ou indignes, glisse progressivement vers l'hérésie avant de s'affirmer comme une hétérodoxie majeure avec Pierre de Bruys, Henri de Lausanne et Arnaud de Brescia. Ces contestations du clergé s'accompagnent souvent d'une remise en cause ecclésiologique, d'une négation de certains sacrements, à commencer par le baptême des enfants et d'une affirmation de la seule autorité de l'Evangile. Chez Brescia, la condamnation des possessions terrestres du clergé devait marquer par son évangélisme radical les mouvements des Pauvres lombards et des Pauvres de Lyon. Dès le milieu du XIIe siècle, Bonn et Cologne, puis Liège sont les foyers d'un mouvement hérétique radical, connu dans l'historiographie sous le nom d'hérétiques rhénans, qui reprennent les thèmes du siècle en prônant pauvreté volontaire, refus des biens matériels, mépris des sacrements et de la hiérarchie ecclésiale. Dans le même temps, les sources font état de constitution d'hétérodoxies dualistes ou néomanichéennes, plus structurées, du Milanais jusqu'au Languedoc, qui devaient donner naissance au mouvement albigeois. Durant le dernier quart du siècle, c'est l'hérésie développée par Pierre Valdès à Lyon qui inquiète très sérieusement la curie romaine. En 1184, le pape Lucius III réunit conjointement avec l'empereur un concile qui condamne les hérésies nouvelles - « Cathares et Patarins et ceux qui se considèrent Humbles ou Pauvres de Lyon » - et toutes formes de prédications n'ayant pas été reconnues par l'autorité romaine. Une inquisition d'une grande rigueur mais circonscrite à la législation des évêques et confiée au bras séculier est instituée par la bulle Ad abolendam. C'est dans le Languedoc que la papauté, en la personne d'Innocent III, décide d'organiser une intervention militaire d'ampleur contre l'hérésie en 1209.

### La lutte contre l'hérésie auxXIIIeetXIVesiècles
Dès 1199, la papauté développe un nouvel arsenal juridique pour lutter contre les hérésies. Dans sa bulle pontificale Vergentis in senium, Innocent III assimile l’« aberration dans la foi » à un crime de lèse-majesté, concept romain redécouvert à cette époque par les autorités laïques. En 1205, Si adversus vos condamne ceux qui viennent au secours des hérétiques, leur interdisant de fait l'assistance d’un avocat, voire de témoins à décharge. La procédure inquisitoriale, destinée à la répression de tous les crimes et non des seules hérésies, est complétée et codifiée par une série de décrétales dont Licet Heli (1199) et Qualiter et quando (1206). Toutes les dispositions relatives à la procédure inquisitoriale seront reprises et mises en ordre en novembre 1215 à l’occasion du IVe concile du Latran, au 8e canon, lui aussi nommé Qualiter et quando.
Innocent III cherche à mieux contrôler le clergé, de manière à mettre fin aux critiques adressées à certains de ses membres. Il s’appuie sur les cisterciens pour lutter contre l’hérésie cathare. Il désigne parmi eux ses légats avec pleine autorité sur les évêques en la matière. Leur action est plutôt inefficace. En 1208, le meurtre de l’un d’entre eux, Pierre de Castelnau, permet au pape de lancer la croisade contre les albigeois, à laquelle il avait appelé à plusieurs reprises depuis 1204. Il est ainsi à l’origine d’une guerre particulièrement violente contre les anticléricaux et évangélistes du Midi de l’actuelle France, déclarés hérétiques.

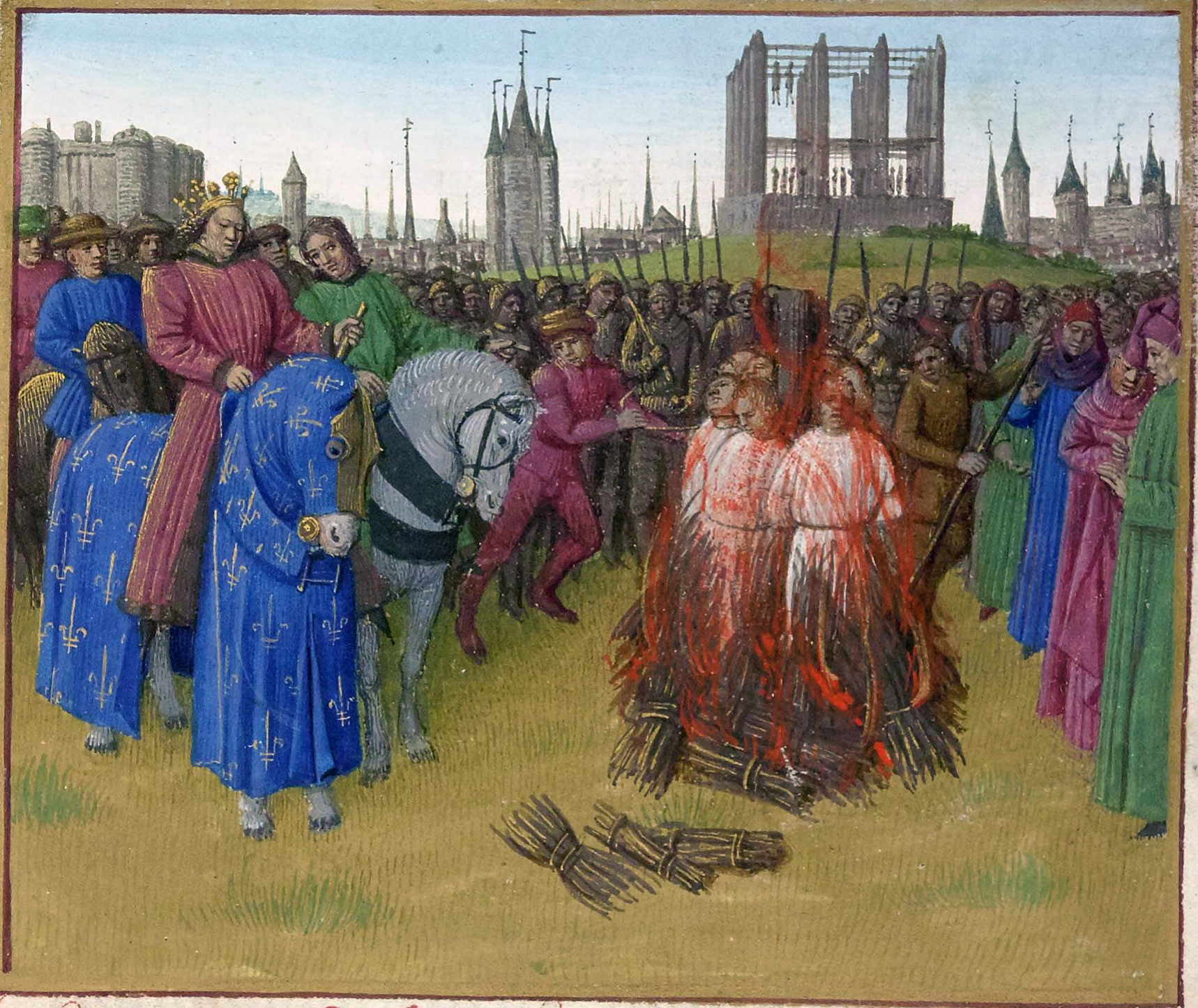
Le Supplice des Amauriciens en 1210 à Paris, en présence de Philippe-Auguste. À l'arrière-plan, se dressent le gibet de Montfaucon et, de façon anachronique, la tour du Temple. Enluminure des Grandes Chroniques de France (v. 1255-1260).

En 1231, les peines pour hérésie sont définies par le pape Grégoire IX dans sa constitution Excommunicamus et l'Inquisition y est instituée et généralisée. Cette institution ecclésiastique d'exception et permanente, munie de pouvoirs d'enquête (en latin : inquisitio) et de jugement, soustrait les laïques à la justice séculière pour les causes d’hérésie. Elle est confiée aux ordres mendiants dominicains mais aussi franciscains. Dès lors, les prétendus hérétiques peuvent devenir les cibles d'une persécution judiciaire, si une autorité religieuse ou séculière, sur dénonciation des « mauvais bruits » (en latin : mala fama) reportés par un juge supérieur, sont dignes de constituer une procédure de mise en accusation (en latin : inquisitio veritatis) à l'encontre d'un individu ou d'un groupe.
Aux XIIe et XIIIe siècles, après instruction de l’enquête, si le cas d’hérésie est avéré, le juge rappelle le dogme et demande solennellement à l’accusé d’y adhérer par une profession de foi. Si l’accusé accepte de se rétracter, il est condamné à une simple pénitence, sous forme d’actes de dévotion et de charité ou d’un pèlerinage, sauf s’il s'est rendu coupable de conversions à sa doctrine ; dans ce cas, il encourt l’« emmurement », c'est-à-dire la prison, peine exécutée par les autorités séculières. En cas de refus, il est excommunié et donc voué à la damnation éternelle. Le bûcher ne vaut qu’en cas de relaps, c'est-à-dire si l'accusé s’est rétracté au cours d’un jugement précédent mais recommence à professer sa doctrine.
L'accusation d'hérésie peut à l'occasion être instrumentalisée par les pouvoirs laïcs, comme c'est manifestement le cas lors du procès des Templiers organisé par Philippe IV dans son conflit avec la papauté dans les premières années du XIVe siècle.

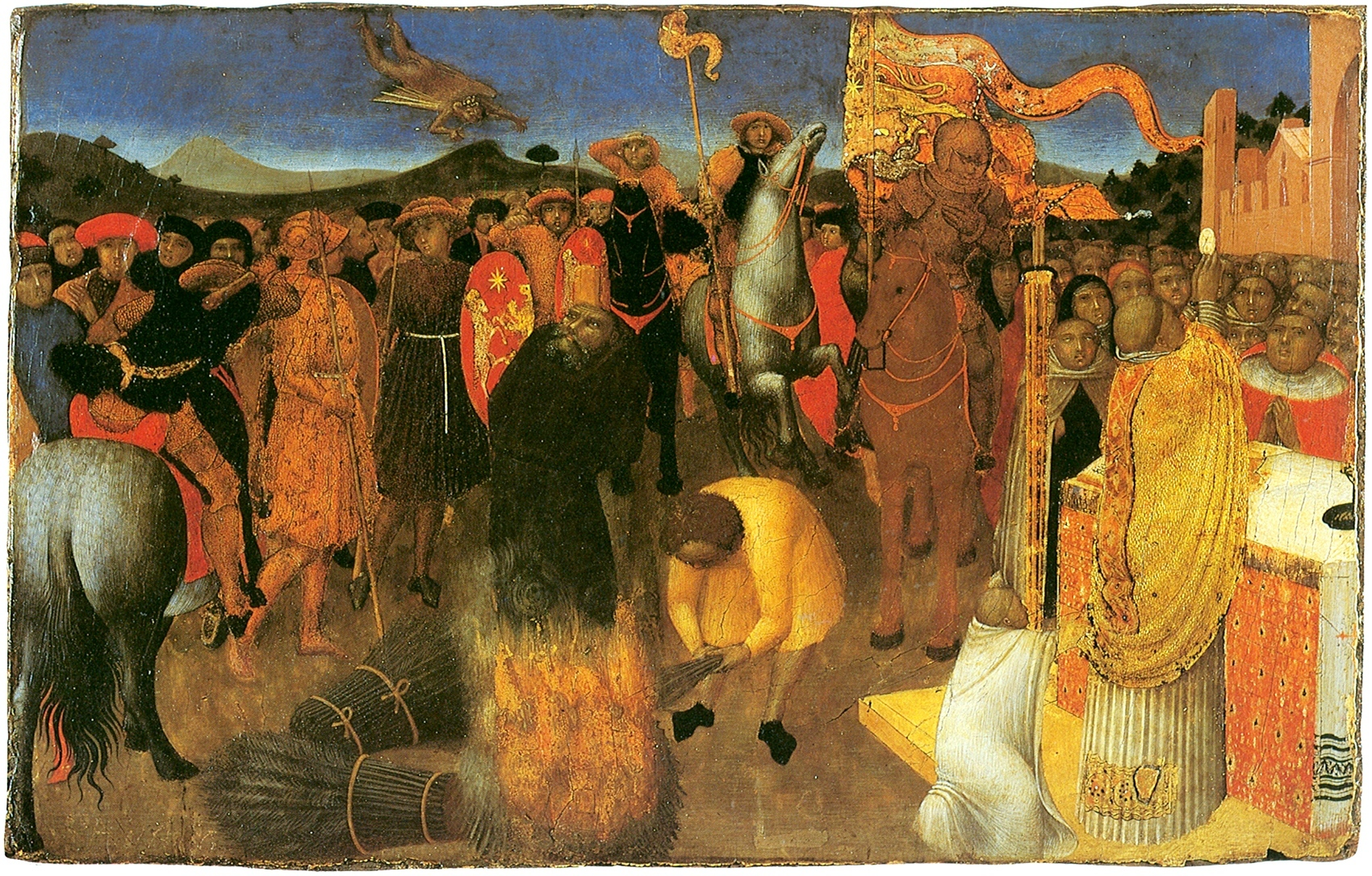
Le Bûcher d'un hérétique, par Sassetta (1430-1432), National Gallery of Victoria, Melbourne.

Au début du XIVe siècle, toute la chrétienté est ébranlée par un profond débat sur la pauvreté de l'Église. Suscité par la querelle des spirituels chez les franciscains, il provoque un déchirement en leur sein même, l'ordre des Frères mineurs se divisant entre conventuels et spirituels. Le conflit s'accentue après 1274 lors de la reconnaissance de l'ordre, face à l'hostilité de la papauté envers les spirituels et leur pratique intransigeante de la pauvreté évangélique et leur refus de toute forme de propriété. Du courant des spirituels émerge le mouvement dissident des Fraticelles très influencés par le millénarisme de Joachim de Flore et susceptibles de contester l'autorité d'une hiérarchie accusée d'être indigne de l'idéal évangélique. Ils sont poursuivis et déclarés hérétiques dès 1311 par la bulle Cum inter nonnullos qui rejette comme hérétiques les thèses affirmant que le Christ et ses apôtres n'ont jamais rien possédé, ni en propre ni en commun. Les bulles du 30 décembre 1317 et du 23 janvier 1318, confirment leur excommunication. Benoît XII renouvèle la condamnation des Fraticelles en 1336. Désormais persécutés, ils se maintiennent cependant à Naples, en Sicile et en Arménie jusqu'au dernier quart du XVe siècle.
Tout au long du XIVe siècle, les autorités politiques et religieuses sont conscientes de la vigueur des hérésies anciennes et nouvelles nées d'une forte intériorité du sentiment religieux. Ainsi dans le monde anglais la persistance d'un lollardisme  tardif et l'émergence du wycliffisme impose une répression suivie et systématique.

### Les hérésies à l'époque moderne

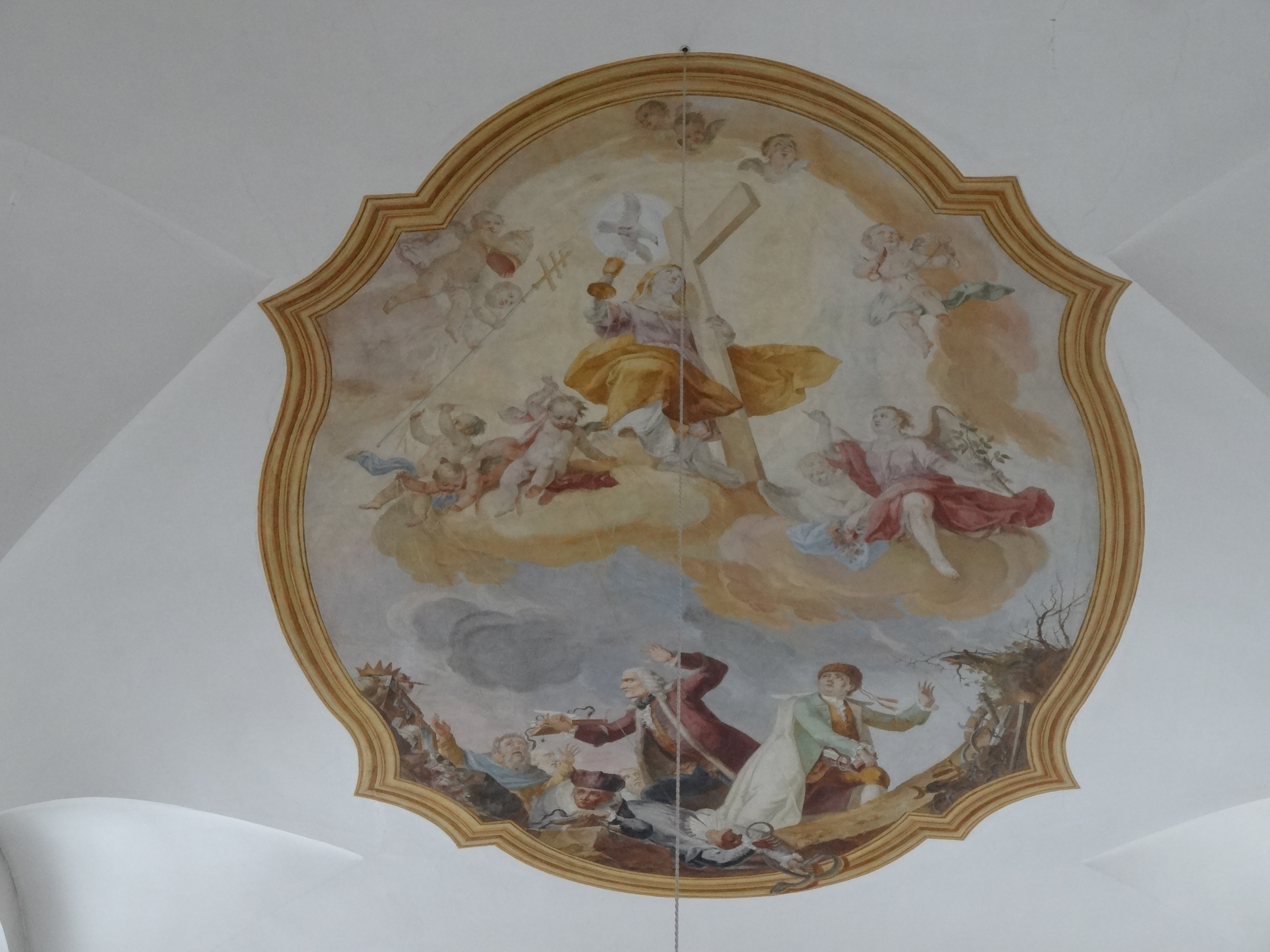
Le Triomphe de l'Église sur l'hérésie, fresque de l'église Saint-Jacques (1785), Feusisberg, Suisse. Cette allégorie s'attaque aux philosophes des Lumières Voltaire et Rousseau, et tourne en ridicule les Réformateurs protestants Zwingli et Luther.

Au XVIe siècle, avec le déploiement d'une l'Inquisition d'État en Espagne et à Rome, l'essor de la Réforme et le succès du principe « cujus regio, ejus religio », les dynamiques de la dissidence sont considérablement modifiées.
Dans le royaume de France, la répression de l'hérésie devient pour bonne part l'affaire du pouvoir temporel, qui s'y exerce avec une ardeur gallicane. L'édit de Compiègne (1557) est sans appel pour la plupart des manifestations d'hérésie, passibles de peine de mort et même d'exécutions sommaires.

### Époque contemporaine
Le décret Unitatis Redintegratio du concile Vatican II sur l'œcuménisme opère un changement de forme important. Les termes « hérétiques » ou « schismatiques » ne doivent plus être utilisés, au profit de « frères séparés ». L'Église reconnaît que les fautes responsables des scissions au cours de l'histoire ont pu être commises par des catholiques. Elle considère que le mouvement œcuménique est inspiré par l'Esprit saint.
En 1992, le Catéchisme de l'Église catholique définit l'hérésie comme « la négation obstinée, après la réception du baptême, d’une vérité qui doit être crue de foi divine et catholique, ou le doute obstiné sur cette vérité ».
En 1995, l'encyclique Ut unum sint de Jean-Paul II, première encyclique sur l'engagement œcuménique, confirme le changement opéré par le concile Vatican II et précise :

« Dans l'esprit même du Discours sur la Montagne, les chrétiens d'une confession ne considèrent plus désormais les autres chrétiens comme des ennemis ou des étrangers, mais ils voient en eux des frères et des sœurs. D'un autre côté, même à l'expression frères séparés, l'usage tend à substituer aujourd'hui des termes plus aptes à évoquer la profondeur de la communion liée au caractère baptismal, que l'Esprit nourrit malgré les ruptures historiques et canoniques. On parle des « autres chrétiens », des « autres baptisés », des « chrétiens des autres Communautés ». Le Directoire pour l'application des principes et des normes sur l'œcuménisme appelle les communautés auxquelles appartiennent ces chrétiens des « Eglises et Communautés ecclésiales qui ne sont pas en pleine communion avec l'Eglise catholique ». »

## Islam
Contrairement au christianisme, l'islam n'a jamais eu une seule autorité d'enseignement dogmatique servant de référence à la majorité des croyants. Les concepts d'orthodoxie, d'hétérodoxie et d'hérésie, qui sont apparus dans le monde chrétien, ne s'appliquent que partiellement et de manière très relative à l'Islam. Il existe une doctrine que l'on peut qualifier de majoritaire, le sunnisme, qui prétend être la " conception correcte " en matière de religion et qui condamne les autres doctrines comme étant infidèles (kufr), déviantes (zandaqa) ou novatrices (bidʻah). Cependant, les différentes tendances minoritaires n'ont pas toutes été assimilées ou rejetées et ont pu définir leur propre personnalité.
Le mot arabe proche de la notion d'hérésie est bidâa, c'est-à-dire « innovation ». Un hadith jugé authentique met en garde les musulmans contre toute forme d'« innovation ». Toutefois, cette notion diffère selon les écoles, mais de façon générale, la signification de bidâa tend vers le superflu, vers ce qui n'existait pas au temps du Prophète.
Le Coran étant la première source de la jurisprudence islamique, il est commun de trouver plusieurs interprétations d'un même texte à partir des clarifications tirées de la parole et de la tradition du Prophète. L'islam est donc riche en courants divergents (sunnites, chiites, ibadites, druzes…), dont chacun peut être considéré comme hérétique ou véridique par d'autres. Ces courants ont été à l'origine de nombreuses entités étatiques prolongeant les conflits théologiques par des conflits politico-militaires (Almoravides et Almohades, Proche et Moyen-Orient moderne).
Le penseur indien Ali Asghar Engineer écrit dans son livre À propos de la méthodologie d'interprétation du Coran :

« Les interprétations du Coran sont multiples. Jamais les commentateurs et les interprètes du Saint Livre ne sont parvenus à l'unanimité sur les lectures possibles. Car le Coran se prête à de nouvelles interprétations. De nombreuses interprétations qui ont été presque « sacralisées » par la Tradition sont, en réalité, des productions de l'époque médiévale. Et les interprétations qui s'appuient sur les hadiths demandent que soit vérifiée l'authenticité de ceux-ci, certains entrant en contradiction avec le texte même du Coran. »

Asghar Ali Engineer plaide pour que chaque génération se voie reconnu le droit d'interpréter le Coran avec son propre éclairage, à la lumière de ses propres expériences.

### Kufr
La charte nommée « Constitution de Médine » définit le kufr ou « récalcitrant », qui est exclu des garanties de sécurité et d'assistance prévues par ce texte. Entre autres, il ne peut exercer la vengeance selon la loi du Talion.
« Un affidé ne tue pas un autre affidé pour venger un kâfir. » La raison invoquée est que le kâfir ne se fie ni à Dieu, ni à Mahomet.
La charte indique également une exception :

« Ceux des Juifs qui nous suivent ont droit à l'assistance en parité : on ne les lèse pas et on ne s'allie pas contre eux. »

Toutefois, le document ne désigne jamais ces Juifs alliés de leur nom propre de tribu, mais seulement par leur relation aux tribus affidées et manifeste une vigilance méticuleuse à leur égard. Au VIIIe siècle, les Juifs de Yathrib faisaient l'objet de discussions et polémiques plutôt que d'un accord tranquille.

### Zandaqa
Le terme arabe zindīq est un mot emprunté du moyen-persan zandik 𐭦𐭭𐭣𐭩𐭪, un terme zoroastrien d'étymologie et de signification incertaines (zandik (en)).
Zindīq (زنديق) ou Zandik (𐭦𐭭𐭣𐭩𐭪) était initialement utilisé pour désigner péjorativement les adeptes de la religion manichéiste dans l'Empire sassanide, alors de religion zoroastrienne. Cependant, au VIIIe siècle sous les Abbassides, la signification du mot zindīq et de l'adjectival zandaqa s'était élargie et pouvait dénoter de nombreuses choses: les dualistes gnostiques ainsi que les adeptes du manichéisme, des agnostiques et des athées,.
Ont été condamnés sous ce chef d'accusation Ibn al-Muqaffa (mort en 760), Bashâr Ibn Burd (mort en 785), Abu Nuwâs (mort en 810), Al Mutanabbi (mort en 965), Abu Mansur al-Hallaj (858-922), dont la vie et la passion sont contées par Louis Massignon, Abu-l-Ala al-Maari (mort en 1057), Al Suhrawardi (1154-1191), ainsi que plusieurs oulémas, dont le fondateur de la charia, Ibn Hanbal, mort en 855 quand le calife Al-Ma’mūn (813-833) instaura le motazilisme comme religion d'État.

### Fitna
La fitna signifie « ce qui leurre ta vision et t'entraîne dans la confusion » (la beauté, une idée…) : elle signifie la « beauté avec désordre et confusion » ; elle est « l'innovation dans les instructions religieuses » ; elle est « ce qui est condamnable ».
Dans l'islam, des savants ont été condamnés pour hérésie, comme Averroès, exposé et humilié à Cordoue, puis exilé.

#### Ouvrages
- Jean-Louis Biget, Hérésie et inquisition dans le midi de la France, Paris : Picard (Les médiévistes français), 2007.
- Ephrem Boularand, L'Hérésie d'Arius et la « foi » de Nicée, Paris, Letouzey et Ané, 1972.
- Alain Le Boulluec, La Notion d'hérésie dans la littérature grecque, 2 tomes, Paris, Études augustiniennes, 1985.
- (en) Caterina Bruschi et Peter Biller, Texts and the Repression of Medieval Heresy, York, Medieval Press, 2003.
- Susanna Elm, Éric Rebillard, Antonella Romano, Orthodoxie, christianisme, histoire, École française de Rome, 2000.
- (it) Barbara Garofani, Le eresie medievali, Roma, Carocci editore, 2008, 145 p.
- Pierre de Meuse, Histoire des hérésies, Trajectoire, 2010.
- Robert I. Moore, Hérétiques. Résistances et répression dans l'Occident médiéval, trad. par Julien Théry, Paris, Belin, [2012] 2017.
- Julien Théry, « Les hérésies, du XIIe au début du XIVe siècle », dans Structures et dynamiques de la vie religieuse en Occident (1179-1449), dir. Marie-Madeleine de Cevins, Jean-Michel Matz, Rennes, Presses universitaires de Rennes, 2010, p. 373-386.
- André Vauchez, « L’historiographie des hérésies médiévales », dans L’Ogre historien. Autour de Jacques Le Goff (sous la dir. de J. Revel et J.-C. Schmitt), Paris, 1998, p. 243-258.
- André Vauchez, Les Hérétiques au Moyen Âge. Suppôts de Satan ou chrétiens dissidents ?, CNRS, 2014.
- André Vauchez, Le Moyen Âge des hérétiques dans Les collections de l’Histoire, janvier-mars 2005.
- Monique Zerner (dir.), Inventer l'hérésie ? Discours polémiques et pouvoirs avant l'Inquisition, actes de la table ronde tenue en janvier 1996 (séminaires de l'université de Nice de 1993 à 1995), Centre d'études médiévales de Nice, Brepols, 1998.

#### Articles
- Marie-Dominique Chenu, « Orthodoxie et hérésie. Le point de vue du théologien », Annales. Économies, sociétés, civilisations, no 1, 18e année, 1963, p. 75-80.
- Huguette Taviani, « Naissance d'une hérésie en Italie du Nord au XIe siècle », Annales. Économies, sociétés, civilisations, no 5,‎ 29e année, 1974, p. 1224-1252 (lire en ligne).